# Pfarrhaus (Seeg)

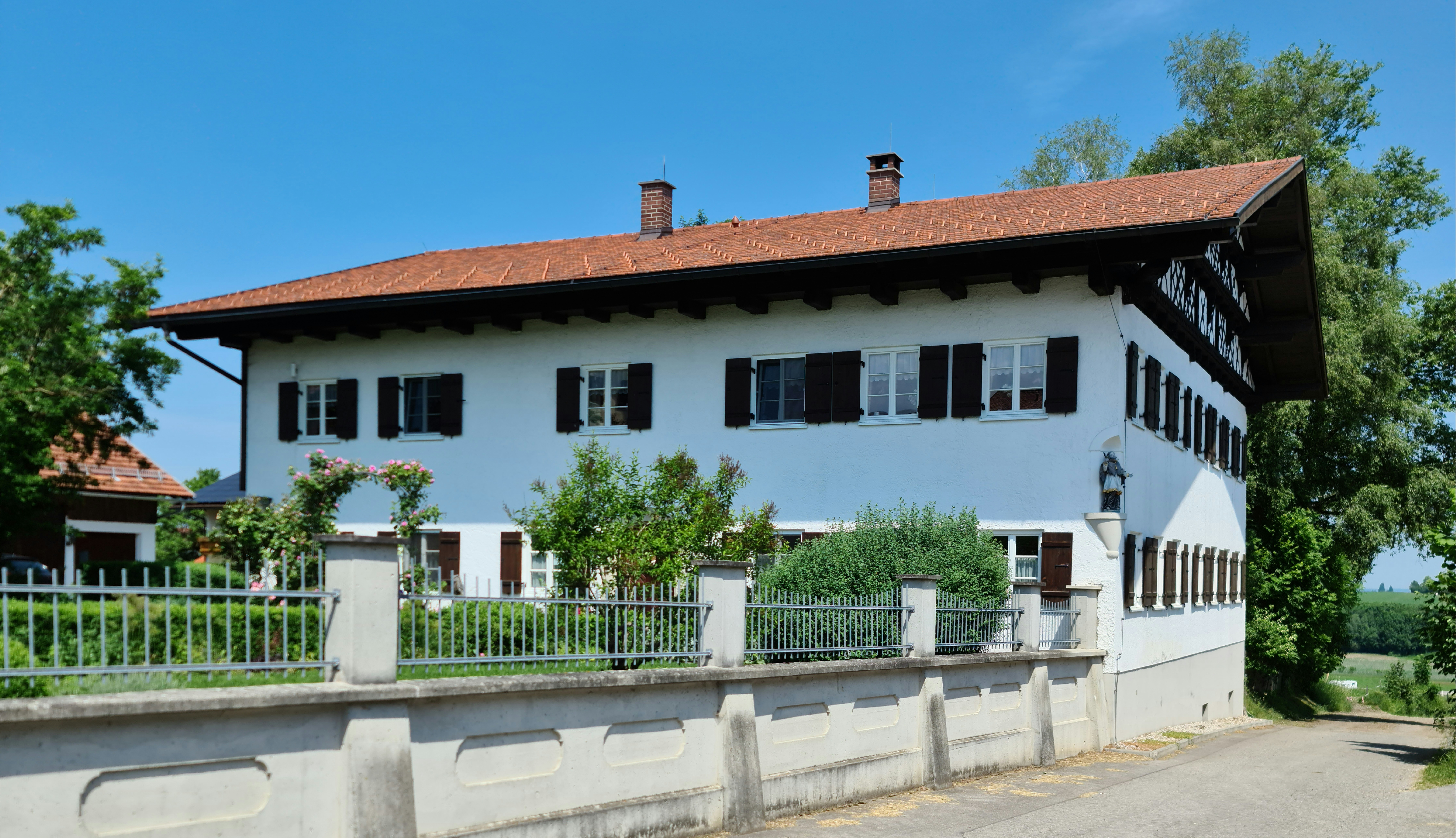
Pfarrhaus in Seeg

Das Pfarrhaus in Seeg, einer Gemeinde im Landkreis Ostallgäu im bayerischen Regierungsbezirk Schwaben, wurde 1688 errichtet. Das Pfarrhaus an der Hauptstraße 42, nordöstlich der katholischen Pfarrkirche St. Ulrich, ist ein geschütztes Baudenkmal.
Der zweigeschossige, flache Satteldachbau mit Rundbogenportal aus Sandstein und reichem Fachwerkgiebel besitzt fünf zu sieben Fensterachsen.